# Hugh Clapperton
Hugh Clapperton (18 de mayo de 1788 - 12 de abril de 1827) fue un marino escocés y explorador de África Occidental y Central. Es recordado por haber participado, junto a Dixon Denham y Walter Oudney, en la primera travesía europea del desierto del Sahara de norte a sur, siendo los primeros occidentales que vieron el lago Chad.

## Biografía

### Primeros años
Nació en Annan, Dumfriesshire, donde su padre ejercía de cirujano. Estudió matemáticas aplicadas y navegación, y a los trece años se enroló de aprendiz en un velero que comerciaba entre Liverpool y Norteamérica. Tras varios viajes a través del océano Atlántico se alistó en la marina, donde pronto alcanzó el rango de guardiamarina. Durante las Guerras Napoleónicas entró en acción y en el ataque de Port Louis, en Mauricio, en noviembre de 1810, fue el primero en arriar la bandera francesa. 
En 1814 marchó a Canadá, y fue ascendido a teniente, otorgándole el mando de un cañonero en los lagos canadienses. En 1817, cuando se disolvió la flotilla, regresó a Gran Bretaña y pasó a la reserva. En 1820 se trasladó a Edimburgo, donde conoció a Oudney, quien le interesó por los viajes africanos.

### Primera expedición a África
El regreso del teniente G. F. Lyon de su infructuoso viaje entre Trípoli y Bornu, había decidido al gobierno británico a organizar una segunda expedición a la región. El médico Walter Oudney fue nombrado por Lord Bathurst, entonces secretario colonial, para marchar a Bornu como cónsul, acompañado de Hugh Clapperton y el militar Dixon Denham, veterano de las guerras de Napoleón, que asumió el mando del pequeño grupo.
A comienzos de 1822, partieron desde Trípoli, con la ayuda del cónsul británico en la ciudad, Hanmer Warrington, que consiguió el apoyo del bajá local. Salieron en dirección sur hacia el Fezán y llegaron a Murzuk, donde visitaron el oasis de Ghat.  A pesar de viajar con protección oficial, una vez pasado Murzuk ninguna caravana quiso llevarles a Bornú sin el permiso del bey de Trípoli. Denham se vio obligado a volver a la costa, pero en Trípoli no le dieron la esperada autorización y embarcó hacia Europa, amenazando incluso con represalias navales. En Marsella tuvieron noticias de que al fin se había producido la autorización y regresaron a África. Volvieron a cruzar el desierto, esta vez con una fuerte escolta, y alcanzaron Kuka, en Bornu, en febrero de 1823.

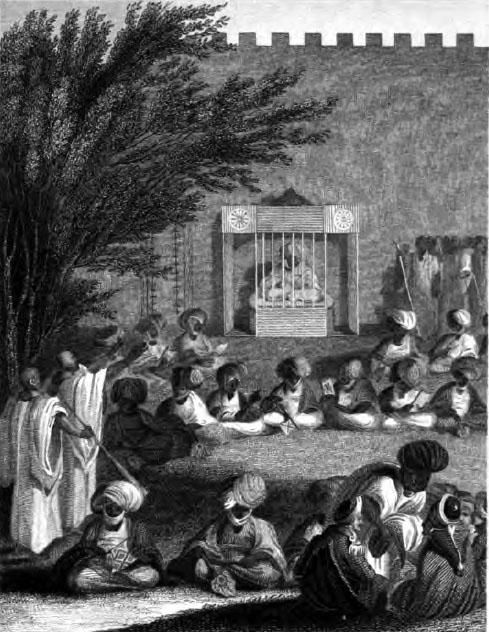
Al-Kaneimi recibe a Denham y Clapperton en Kuka

Después de casi tres meses de viaje por el desierto, llegaron hasta el lago Chad, siendo los primeros exploradores europeos en conseguirlo. Prosiguieron en febrero de 1823 hasta Kuka (hoy Kukawa, en Nigeria) sede del sultán de Bornú, el jeque al-Kaneimi. Recorrieron el lago Chad por el oeste y el sur, pudiendo así comprobar que ningún río desembocaba en la parte occidental del lago. De esta manera pudieron desmentir la suposición errónea de que el río Níger pasaba a través del lago Chad.
Los tres exploradores establecieron en Kukawa, entonces un importante centro agrícola y activo mercado de esclavos, su base de operaciones para recorrer el territorio sudanés. Permanecieron en el país hasta diciembre de 1823, cuando partieron para explorar el curso del río Níger. En enero de 1824 murió Oudney en Murmur, cerca de la ciudad de Katagum, camino de Kano. Clapperton continuó hasta Sokoto, capital del Imperio Fulani, donde hubo de parar por orden del sultán Ahmadu Bello, aunque el Níger estaba a solo cinco días de viaje hacia el oeste. Agotado por sus viajes, regresó por Zaria y Katsina a Kuka, donde se reunió de nuevo con Denham, que había estado explorando el sur del lago Chad, una zona pantanosa que incluso las caravanas evitaban y los cursos inferiores de los ríos Waube, Logone y Shari. Los dos viajeros alcanzaron Trípoli en enero de 1825.  
Continuaron su viaje a Inglaterra, donde fueron recibidos como héroes el 1 de junio de 1825. Un relato de sus viajes se publicó en 1826 bajo el título Narrative of Travels and Discoveries in Northern and Central Africa in the years 1822–1823 and 1824 (Narración de los viajes y descubrimientos en África del Norte y Central en los años 1822-1823 y 1824).

### Segundo viaje africano
Tras su retorno a Gran Bretaña, Clapperton fue ascendido a comandante y enviado por la Sociedad Africana de Londres a una nueva expedición por África, ya que el sultán Bello de Sokoto había abierto sus fronteras. Se trataba de llegar a Tombuctú remontando el Níger, un itinerario opuesto al de Mungo Park.
Clapperton partió a bordo del HMS Brazen, que se unía al escuadrón de África occidental para la supresión del tráfico de esclavos. Desembarcó en Badagry, en la ensenada de Benín y empezó la travesía al Níger en diciembre de 1825 con su asistente Richard Lemon Lander, el capitán Pearce y el doctor Morrison, cirujano de la marina y naturalista. En pocas semanas, Pearce y Morrison murieron por fiebres en la costa de Guinea. Clapperton continuó su viaje, atravesando el territorio yoruba, en Dahomey, y se asombró de la avanzada civilización de las poblaciones de la región. Penetró en Nigeria y cruzó el Níger en enero de 1826 en Bussa, el lugar donde Mungo Park había muerto veinte años antes. 
En julio de 1826 llegó a Kano y luego marchó a Sokoto, la capital de los fulani, pretendiendo llegar a Bornu y renovar su relación con el líder kanuri, Sheikh al-Kaneimi. Sin embargo, los fulani estaban ahora en guerra con al-Kaneimi y el sultán Bello le negó el permiso para partir. Clapperton, cuyo viaje prosiguió muy lentamente, terminó enfermando de malaría y disentería, muriendo cerca de Sokoto en abril de 1827. Su fiel asistente Richard Lander, único superviviente de la expedición, regresó a la costa con los escritos de Clapperton y en Fernando Poo, por extraordinaria coincidencia, se encontró con el antiguo compañero de Clapperton, Dixon Denham, quien transmitió la noticia de la desaparición de Clapperton a Londres.
En 1829 se publicó póstumamente su obra Journal of a Second Expedition into the Interior of Africa (Diario de una Segunda Expedición en el Interior de África), prologada con una reseña biográfica de Clapperton por su tío, el teniente coronel S. Clapperton. Richard Lander, por su parte, publicó en 1830 la obra Records of Captain Clapperton's Last Expedition to Africa... with the following Adventures of the Author (Crónica de la última expedición del Capitán Clapperton a África... con las subsecuentes aventuras del autor).

## Legado
Clapperton se convirtió en el primero europeo en registrar observaciones de los estados hausas, que visitó tras el establecimiento del Imperio Fula. Las expediciones de Clapperton, Oudney y Denham habían abierto a los europeos el camino desde Trípoli hasta el golfo de Guinea, atravesando el Sáhara y dando a conocer el lago Chad, así como habían resuelto que el Níger era un río totalmente independiente, tanto del Chad como del Nilo. Gracias a estas exploraciones, se pudieron conocer las regiones de Libia y de Sudán occidental hasta el lago Chad, así como se constato la existencia de grandes imperios sudaneses. 